# Erica banksia
Erica banksia är en ljungväxtart. Erica banksia ingår i släktet klockljungssläktet, och familjen ljungväxter.

## Underarter
Arten delas in i följande underarter:
- E. b. banksia
- E. b. comptonii
- E. b. purpurea